# Геологическая изученность СССР
Геологическая изученность СССР — 50-томное справочно-информационное издание, наиболее известная и полная советская аннотированная библиографическая сводка по публикациям и отчётам по геологическим наукам.

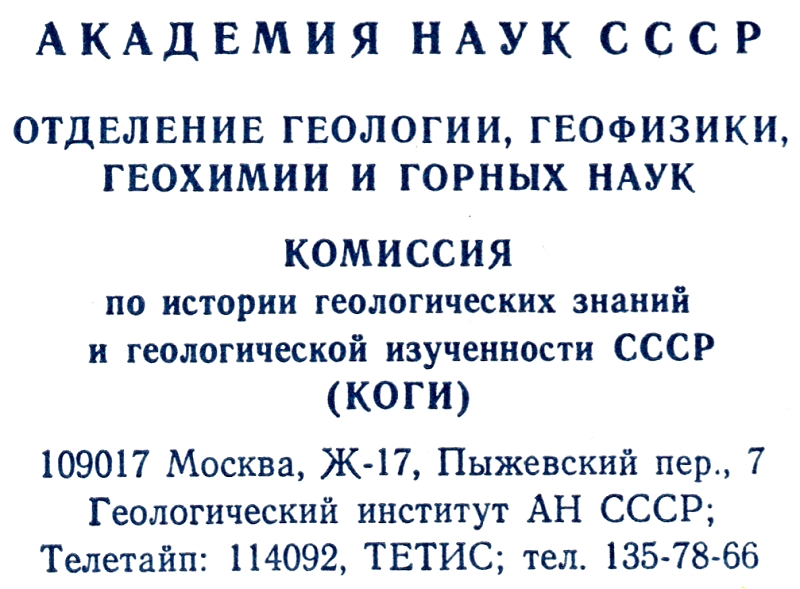
КОГИ

Издание выпускалось Комиссией по геологической изученности СССР (1961—1990) издательствами «Академии наук СССР», «Наука» и республиканскими академиями наук. В серии содержится около миллиона сведений геологического характера.

## История
Президиум АН СССР поставил задачу собрать материалы (как рукописные, так и изданные), связанные с геологическими изысканиями, когда-либо проводившимися на территории занимаемой СССР, с тем чтобы создать возможно более полный фонд сведений по региональной геологии СССР.
В 1955 году, по инициативе академика В. А. Обручева, была создана Комиссия по геологической изученности СССР (КОГИ).
За образец систематизации и представления материалов была принята монография В. А. Обручева «История геологического исследования Сибири» (5 периодов, 12 книг, 1931—1949).
В 1959 году была разработана Инструкция по составлению томов «Геологическая изученность СССР», которая была разослана во все геологические организации СССР, участвовавшие в подготовке издания.
К 1975 году было выпущено свыше 400 выпусков этого справочного издания.
В 1977 году было опубликовано 510 книг, прореферировано свыше 850 000 источников, составлено 1230 выпусков серии.
В 1990 году были опубликован последние выпуски, в Томе 27: Читинская область. Выпуск 2: 3 части. В 1991 году были утверждены к печати ещё 4 выпуска, подготовлены 2, но не напечатаны.
С 1991 года Главлит СССР снял гриф Для служебного пользования (ДСП) с изданий «Выпуски II (Рукописные работы)».
В 1991 году начались трудности с публикациями запланированных выпусков. В конце 1991 года издание прекратило существование в связи с распадом СССР.
В 1992—1993 годах Комиссия работала под названием: Комиссия Российской академии наук по геологической изученности и Главная редакцию издания «Геологическая изученность» (главный редактор В. В. Тихомиров), но публикаций не выпустило.
В 2017 году в Армении были опубликованы геологические фонды (на geo-fund.am Архивная копия от 3 июля 2020 на Wayback Machine), куда вошли тома «Геологической изученности» по Армянской ССР.

## Издание

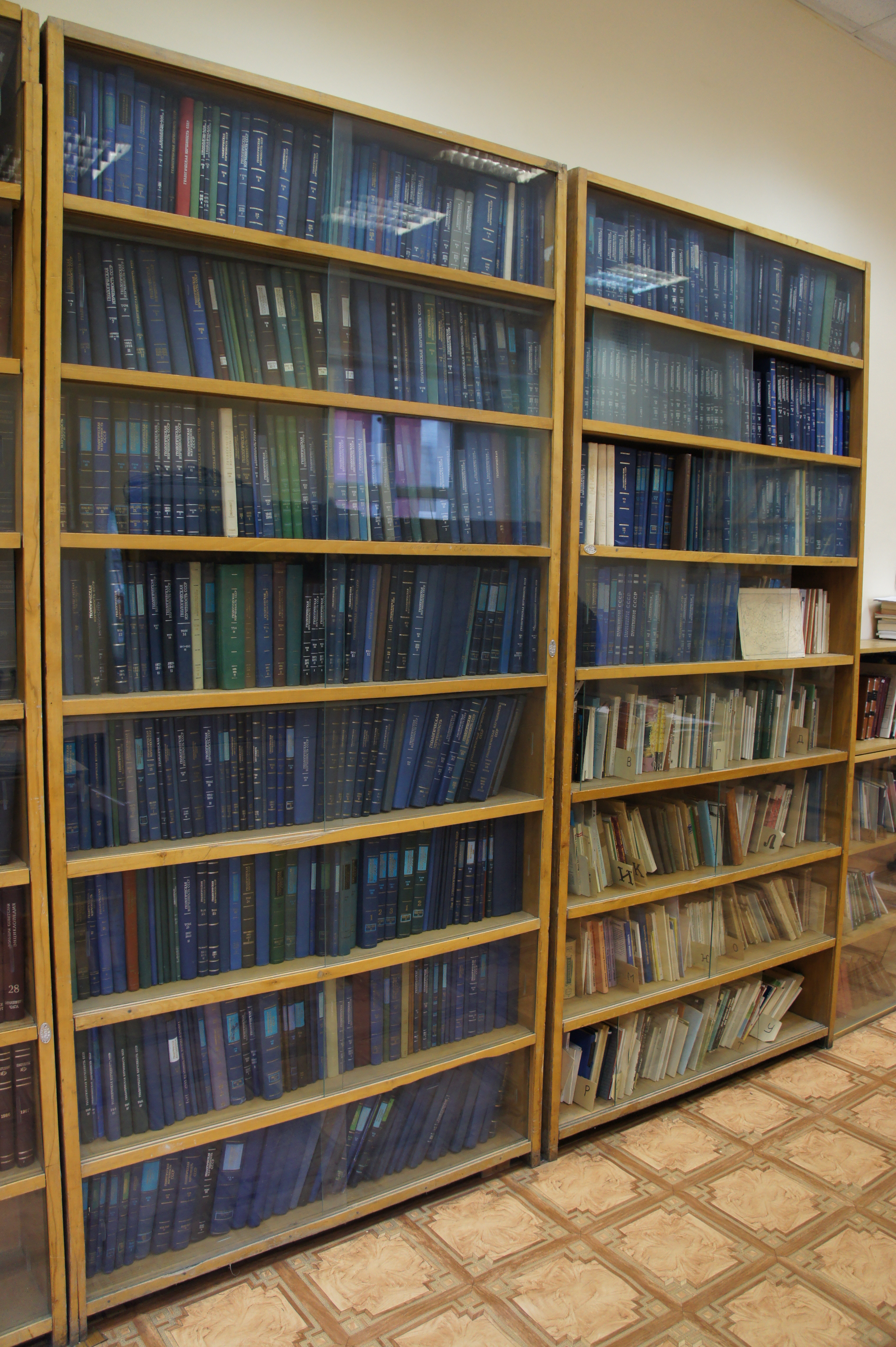
Тома — Геологическая изученность СССР

В 1961—1991 годах КОГИ опубликовала 50 томов по 50 регионам СССР (состоящих из нескольких выпусков по периодам и нескольких частей) — «Геологическая изученность СССР» охватившую всю территорию СССР начиная с 1800 года (для Эстонии — с 1678 года) до 1980 года.
Каждая книга кроме рефератов и аннотаций (содержащих основные данные о тех или иных исследованиях) снабжена указателями (авторским, предметным, географическим, минералов, полезных ископаемых), включающими до 3000 индексов, что сильно облегчает и ускоряет поиски необходимых сведений. Книги построены по территориальному признаку. В книгах имеются обзорные главы, содержащие научный анализ того, что достигнуто за тот или иной период времени в каждой из отраслей геологии.
Издание представляет собой уникальный по своему содержанию и объёму справочно-информационный фонд, которого не существует ни для других областей знания, ни по геологии зарубежных стран. Публикация, наряду со своим практическим значением, стала ценным справочным источником для лиц, работающих в области истории наук о Земле.
В издании учтены книги и брошюры, статьи из журналов в и сборников, важнейшие газетные статьи, объяснительные записки к геологическим картам, геологические разделы комплексных работ. Все эти публикации представлены рефератами, аннотациями или библиографическими описаниями.
Каждый том имеет сводные главы (либо параграфы) по отраслям геологии, в том числе по стратиграфии, палеонтологии, геологии четвертичных отложений (включая геоморфологию), литологии, палеогеографии, тектонике.
Рефераты расположены соответственно году издания работ, в пределах года — по алфавиту авторов. Имеются вспомогательные указатели: авторский, предметный, систематический, географический, минералов, полезных ископаемых и месторождений.
Вице-президент Академии наук СССР академик А. Л. Яншин подчёркивал:

благодаря опубликованным выпускам серии «Геологическая изученность СССР» геологам стали известны тысячи и тысячи фактических данных по геологии Советского Союза, которые они раньше не могли учитывать в своих обобщениях, так как эти данные хранились только в геологических фондах и были недоступны, для широкого использования.
 Издание позволило экономить время на планирование, подготовку и проведение очередных геологических исследований, избежать дублирования ранее проведенных работ. Подобного издания — по объёму и охвату материала, служащего мощным справочно-информационным фондом, — нет ни в какой другой стране, и не только в области геологии, но и в других науках. Благодаря публикации серии, геологам стали известны тысячи и тысячи фактических данных по геологии, которые они раньше не могли учитывать в своих обобщениях, так как эти данные хранились только в геологических фондах и были недоступны, для широкого использования.

### Структура
Тома делятся на выпуски по периодам в соответствии с принятой основной периодизацией:
- I период с 1800—1860 г.
- II период с 1861—1917 г.
- III период с 1918—1928 г.
- IV период с 1929—1940 г.
- V период с 1941—1945 г.
- VI период с 1946—1950 г
- VII период с 1951—1955 г.
- VIII период с 1956—1960 г.
- IX период с 1961—1965 г.
- X период с 1966—1970 г.

Период может быть разбит на несколько книг — частей.

### Тома
Опубликовано 50 томов по всем регионам СССР, среди них:

Том 1. Мурманская область
- Период 1929—1940. Вып. I. Опубликованные работы. 1968.
- Период 1800—1928. Вып. I. Опубликованные работы. 1972.
- Период 1918—1940. Вып. II. Рукописные работы. 1975.

Том 2. Карельская АССР
- Период 1918—1940 гг. Вып. II. Рукописные работы. 1974.

Том 3. РСФСР. Ленинградская, Новгородская и Псковская области
- Период 1918—1940. Вып. II. Рукописные и опубликованные работы. 1982.

Том 4. Архангельская и Вологодская области
- Периоды 1770—1860, 1861—1917, 1918—1928, 1929—1940, 1941—1945. Вып. I. Опубликованные работы. Книга II. 1770—1860, 1861—1917. 1974.

Том 5. Коми АССР
- Период 1956—1960. Выпуск I: Опубликованные работы. 1977
- Период 1966—1970. Выпуск I: Опубликованные работы. 1979

Том 48. Армянская ССР
- Период 1920—1940. Вып. I. Опубликованные работы. 1974.
- Период 1941—1950. Вып. I. Опубликованные работы. 1964.
- Период 1951—1955. Вып. I. Опубликованные работы. 1961.
- Период 1956—1960. Вып. I. Опубликованные работы. 1968.
- Период 1966—1970. Вып. I. Опубликованные работы. 1985.
- Период 1966—1970. Вып. I. Опубликованные работы. Книга II (аннотированный библиографический указатель). 1988.

## Руководство
Ответственными редакторами разных томов издания в 1953—1991 годах были:
- Шатский, Николай Сергеевич
- Наливкин, Дмитрий Васильевич
- Тихомиров, Владимир Владимирович — участвовал во всех томах издания (заместитель или ответственный редактор).